# Piotr Lauks
Piotr Antoni Lauks (ur. 10 czerwca 1958) – polski aktor teatralny.

## Życiorys
W latach 1981–1984 grał w Teatrze im. Jana Kochanowskiego w Opolu, jednocześnie występował we Wrocławskim Teatrze Lalek (1981–1982). W 1982 ukończył studia na Wydziale Lalkarskim Państwowej Wyższej Szkoły Teatralnej im. Ludwika Solskiego w Krakowie – Filia we Wrocławiu. W latach 1984–1985 był aktorem Teatru Dramatycznego im. Jerzego Szaniawskiego w Płocku, następnie w latach 1985–1987 występował w Lubuskim Teatrze im. Leona Kruczkowskiego w Zielonej Górze. W latach 1987–1991 grał ponownie w Teatrze im. Jana Kochanowskiego w Opolu. Od 1991 jest aktorem Teatru Powszechnego w Łodzi.
W 2011 zadebiutował jako reżyser, spektaklem „Molier w pudełku”. Ponadto występuje w filmach, serialach i realizacjach Teatru Telewizji.

## Nagrody
- Nagroda Prezydenta Miasta Łodzi (2001),
- Nagroda za rolę Feliksa Santiniego w spektaklu „Plotka” z Teatru Powszechnego w Łodzi na 49. Kaliskich Spotkaniach Teatralnych (2009)[2],
- Nagroda Prezydenta Miasta Łodzi za osiągnięcia w dziedzinie twórczości artystycznej (2022)[3].

## Odznaczenia
- Odznaka honorowa „Zasłużony dla Kultury Polskiej” (2020)[3][4],
- Brązowy Medal Zasłużony Kulturze „Gloria Artis” (2021)[5].